# Флеш, Герхард
Герхард Фридрих Эрнст Флеш (нем. Gerhard Friedrich Ernst Flesch; 8 октября 1909, Позен, Германская империя — 28 февраля 1948, Тронхейм, Норвегия) — оберштурмбаннфюрер СС, начальник гестапо в Эрфурте, командир айнзацкоманды 2, входившей в состав айнзацгруппы VI в оккупированной Польше, командир полиции безопасности и СД в Бергене и в Тронхейме, военный преступник.

## Биография
Герхард Флеш родился 8 октября 1909 года в Позене. В 1929 году окончил школу, сдав экзамены на аттестат зрелости, после чего поступил в Берлинский университет, где изучал право.
Позже изучал право в Марбурге. 8 апреля 1933 года сдал первый государственный экзамен. В 1936 году сдал второй государственный экзамен.
1 мая 1933 году вступил в НСДАП (билет № 3018617) и 1 августа был принят в ряды СС (№ 267300). До 1935 года был целленляйтером НСДАП в районе Берлина Альт-Хоэншёнхаузен. В октябре 1936 года поступил на службу в СД, где ему было поручено вести наблюдение за религиозными сектами. С 1 января 1938 года был заместителем начальника гестапо во Франкфурте-на-Одере, через год назначен на такую же должность в Саарбрюккене. Кроме того, был политическим советником гауляйтера Тюрингии Фрица Заукеля. В марте 1939 года во время оккупации Чехословакии возглавлял зондеркоманду в Пильзене. Летом 1939 года был начальником гестапо в Эрфурте.
В период Польской кампании возглавлял айнзацкоманду 2 в составе айнзацгруппы VI, осуществлявшей массовые убийства на территории оккупированной Польши. Во время Французской кампании возглавлял специальную команду полиции безопасности, задачей которой было поручено секретных материалов от французской полиции.
С 23 апреля 1940 по 11 октября 1941 года был командиром полиции безопасности и СД в Бергене. Впоследствии стал командиром полиции безопасности и СД в Тронхейме. 30 января 1944 года ему было присвоено звание оберштурмбаннфюрера СС. Под его началом находились концлагерь Фальстад под Тронхеймом и тюрьмы в Тронхейме. По его личным приказам без суда и следствия в 1942—1945 годах были повешены 24 советских пленных, 13 норвежских участников движения сопротивления, в том числе 3 еврейского происхождения.
После капитуляции Германии 8 мая 1945 года попытался бежал из Тронхейма с золотым слитком в багаже, но был пойман и отправлен обратно под охраной полицейских, в поезде во время конвоирования предпринял неудачную попытку побегу. После ареста был приговорён норвежским судом к смертной казни за совершение военных преступлений, убийств и пыток. Приговор был приведён в исполнение 28 февраля 1948 года в Тронхейме.